# Saint-Ouen-le-Houx
Saint-Ouen-le-Houx és un antic municipi francès situat al departament de Calvados i a la regió de Normandia. L'any 2018 tenia 86 habitants. Des del 1r de gener de 2016 es va integrar en el municipi nou de Livarot-Pays-d'Auge com a municipi delegat. En reunir vint-i-dos antics municipis, aquest municipi nou és el més gros de tots els municipis nous de França.

## Demografia
El 2007 la població era de 78 persones. Hi havia 32 famílies i 58 habitatges: 34 habitatges principals, 23 segones residències i un desocupat. Tots els 58 habitatges eren cases.

La població ha evolucionat segons el següent gràfic:

## Economia
El 2007 la població en edat de treballar era de 57 persones, 29 eren actives i 28 eren inactives. Hi havia tres establiments economiques de serveis de proximitat L'any 2000 hi havia 11 explotacions agrícoles que conreaven un total de 252 hectàrees.